# Danganronpa: Trigger Happy Havoc
Danganronpa: Trigger Happy Havoc (ダンガンロンパ 希望の学園と絶望の高校生 Danganronpa: Kibou no Gakuen to Zetsubou no Koukousei?, lit. Danganronpa: ¡Un instituto esperanzador con estudiantes desesperados!), frecuentemente abreviado como Danganronpa, es un juego de aventura de novela visual desarrollado y publicado por Spike Chunsoft como el primer juego en la serie de Danganronpa. El juego fue originalmente lanzado en Japón para el PlayStation Portable el 25 de noviembre de 2010, y el 20 de agosto de 2012 para iOS y Android. Danganronpa fue publicado en regiones angloparlantes por NIS America a través de múltiples plataformas.  
El jugador controla a un estudiante de secundaria llamado Makoto Naegi quien se encuentra involucrado en un battle royale en la academia Hope's Peak, donde el oso robot Monokuma le da a los 15 estudiantes la oportunidad de escapar del establecimiento si asesinan a otro estudiante y no son votados como el asesino en un juicio. Combinando elementos de simuladores de citas y videojuegos de disparos en tercera persona, Makoto interactúa con otros estudiantes para resolver "juicios de curso" mediante disparándole a argumentos que aparecen en pantalla.  
El juego se originó de la idea del escritor Kazutaka Kodaka de generar un nuevo tipo de juego, ya que creía que los juegos de aventura originales ya no eran populares. Como resultado, creó un escenario oscuro que generó controversia con Spike gracias a la cantidad de violencia mostrada entre estudiantes. Sin embargo, la compañía decidió desarrollarlo junto al único sistema de jugabilidad que pensaron que derivaba menos de otros juegos de aventura. El elenco fue diseñado por Rui Komatsuzaki.
Danganronpa fue un éxito comercial y se ganó reseñas positivas por la manera en la que manejaba al elenco y la historia. Gano premios, aunque los críticos tenían opiniones mixtas acerca de la falta de dificultad al resolver juicios de curso y sus minijuegos. Una secuela, Danganronpa 2: Goodbye Despair, fue lanzada en 2012. Una compilación de ambos juegos, titulada Danganronpa 1 - 2 Reload, fue lanzada para la PlayStation Vita en Japón en octubre de 2013, y a nivel mundial en marzo de 2017. El juego produjo varias adaptaciones y spin-offs: una serie de televisión de anime, una puesta en escena, dos mangas, y dos novelas.

## Argumento
Danganronpa se muestra desde el punto de vista del protagonista, Makoto Naegi, que comienza un nuevo año en la academia privada de élite Hope's Peak, que es famosa por formar a estudiantes de élite, con un gran futuro asegurado al graduarse de esta academia. Estos alumnos reciben el título de «Superestudiantes de preparatoria» («Súper estudiantes» en Latinoamérica) . Sin embargo, cada año, la escuela organiza un sorteo entre todos los estudiantes promedio del país, se escoge a uno al azar y entra en la academia como el «Superafortunado de preparatoria» — Makoto Naegi es uno de ellos.
La historia gira alrededor de 15 estudiantes que se encuentran atrapados en la escuela bajo el control de un robot con forma de oso llamado Monokuma. Para escapar, los estudiantes deben «graduarse» de la escuela. Para ello, tienen que asesinar a un compañero de clase. Después que un cuerpo haya sido descubierto por un mínimo de 3 estudiantes, el resto de los estudiantes deberán trabajar juntos e investigar para descubrir al culpable. Si el culpable puede engañar al resto de sus compañeros de clase, este podrá graduarse de la escuela y el resto de los estudiantes serán castigados. Sin embargo, si el resto descubre al verdadero culpable, entonces sólo este será castigado con una ejecución personalizada con su supertalento.
Mientras Monokuma da motivos para alentar a los estudiantes a cometer un asesinato, como mostrarles vídeos de sus seres queridos o incluso ofreciéndoles una gran suma de dinero, los estudiantes también tratan de descubrir los secretos de la escuela, incluyendo el por qué estaban atrapados allí.

## Personajes
Makoto Naegi (苗木 誠 Naegi Makoto?)
 Seiyū: Megumi Ogata
Es el protagonista. Un estudiante de preparatoria que fue aceptado en la academia por un sorteo. Debido a esto, se le dio el título de Superafortunado de bachillerato (超高校級の「幸运」?), sin embargo, con frecuencia se ha especulado que tiene mala suerte. Destaca por mantenerse optimista constantemente. También deja ver a lo largo de la historia que tiene grandes habilidades deductivas, siendo un personaje clave en la solución de todos los asesinatos cometidos y en el descubrimiento de la razón por la que estaban encerrados en la institución. En los juicios finales se demuestra que es una persona de mucha esperanza, acabando siendo Superesperanza de bachillerato (Súper estudiante esperanza en Latinoamérica).
Kyoko Kirigiri (霧切 響子 Kirigiri Kyoko?)
 Seiyū: Yōko Hikasa
Es una joven de aura misteriosa y dudosa la cual durante los juicios ha demostrado tener la cabeza fría y habilidades de razonamiento superiores a las de sus compañeros. Debido a su amnesia, ella no fue capaz de decir su título al inicio del juego, por lo que se le otorgó el título temporal de ?? de bachillerato (Súper estudiante ??? en Latinoamérica) (超高校級の「???」?). Más tarde se descubre cuál es su verdadera habilidad, además de su pasado y su relación con la academia, como que su padre, Jin Kirigiri, era el director de la academia.
Byakuya Togami (十神 白夜 Togami Byakuya?)
 Seiyū: Akira Ishida
Es conocido por ser el sucesor de una empresa familiar de gran éxito. Como resultado de esto, es muy arrogante y se considera superior al resto de los estudiantes de la academia privada Hope's Peak, ya que considera que alguien de su posición social está destinado siempre a ganar, es por ello que participa en el descubrimiento de los asesinatos, aunque siempre es superado debido a que nunca tiene en cuenta factores que sean ajenos al cálculo o los argumentos; sin embargo, con el transcurso de los episodios, dice cambiar su objetivo al de matar a Monokuma una vez esté terminado el juego. Se le ha dado el título de Superheredero de bachillerato (Súper estudiante heredero en Latinoamérica) (超高校級の「御曹司」?).
Touko Fukawa (腐川 冬子 Fukawa Touko?)
 Seiyū: Miyuki Sawashiro
Es una sombría novelista que padece un delirio de persecución. Una de sus novelas románticas, Antes de que la esencia del mar se desvanezca lejos, fue un gran éxito al punto de que los pescadores se volvieron populares entre las adolescentes durante algunos meses. A pesar de su corta edad, ha ganado varios premios y se mantenido en lo más alto de la lista de ventas. Ella posee el título de Superescritora de bachillerato (Súper estudiante chica literaria en Latinoamérica) (超高校級の「文学少女」?). Tiene sentimientos románticos por Byakuya, llegando al punto del amor enfermizo y obsesivo, lo que la lleva a hacer cualquier cosa que él le pida o a cambiar sus ideales por los de él. A pesar de eso, transcurrido un tiempo en la serie, descubren que su verdadero título es Superasesina de bachillerato (Súper estudiante asesina serial en Latinoamérica) (超高校級の「殺人鬼」?) y que posee una segunda personalidad conocida como  Genocider Syo (Genocida Sho en Latinoamérica) (ジェノサイダー翔?), una asesina en serie. La persona que revela su verdadera identidad es su «amado» Byakuya.
Yasuhiro Hagakure (葉隠 康比呂 Hagakure Yasuhiro?)
 Seiyū: Masaya Matsukaze
Es un estudiante muy relajado, haciendo gala de su habilidad de adivinación, aunque ha admitido que dicho poder solo funciona un treinta por ciento de las veces. Al asistir a la academia, se le dio el título de Superadivino de bachillerato (Súper estudiante adivino en Latinoamérica) (超高校級の「占い師」?). Tiene una actitud que se puede considerar infantil y un tanto cobarde. Es amistoso con todos sus compañeros.
Aoi Asahina (朝日奈 葵 Asahina Aoi?)
 Seiyū: Chiwa Saitō
Es una estudiante con buenas intenciones, aunque suele ser distraída al hablar con ella. Sobresale en los deportes de atletismo, especialmente la natación, lo que da el título de Supernadadora de bachillerato (Súper estudiante nadadora en Latinoamérica) (超高校級の「スイマー」?). Se ve que tiene una gran afición por los dónuts. Durante el juego, se hace amiga de Sakura Ohgami y llega a considerarla su «mejor amiga», aunque también es amistosa con sus demás compañeros.
Sakura Ohgami (大神 さくら Oogami Sakura?)
 Seiyū: Kujira
Es una temible estudiante que además es una luchadora a nivel mundial. Ella posee una gran musculatura y una voz profunda, por lo que suelen confundirla a menudo con un hombre, aunque esto es solo en el exterior, ya que en el interior es una chica común y corriente, incluso bastante inteligente que no duda en ayudar a aquellos que están en problemas aunque sea ella la perjudicada. Posee el título de Superluchadora de bachillerato (Súper estudiante luchadora en Latinoamérica) (超高校級の「格闘家」?). Tiene una gran amistad con Aoi Asahina.
Celestia Ludenberck (セレスティア・ルーデンベルク Seresutia Rūdenberuku?)
 Seiyū: Hekiru Shiina
Es una famosa apostadora que tenía el sueño de vivir en un gran castillo en Europa y quedarse allí para siempre como una princesa. Viste un estilo Gothic Lolita. Debido a sus habilidades, se le dio el título de Superapostadora de bachillerato (Súper estudiante apostadora en Latinoamérica) (超高校級の「ギャンブラー」?). Siempre se le ve muy calmada y educada, diciendo que su habilidad es tan superior que no sólo puede engañar a otros, sino que también puede engañarse a sí misma. Pero cuando está enfadada o indignada muestra un lado agresivo de ella.
Sayaka Maizono (舞園 さやか Maizono Sayaka?)
 Seiyū: Makiko Ōmoto
Es una chica alegre que es la líder de un grupo de Idols popular a nivel nacional. Cuando fue aceptada en la academia privada Hope's Peak se le dio el título de Superidol de bachillerato (Súper estudiante ídolo en Latinoamérica) (超高校級の「アイドル」?). Al parecer tiene sentimientos por Makoto Naegi. En la versión animada, dice tener percepción extrasensorial.
Kiyotaka Ishimaru (石丸清多夏 Ishimaru Kiyotaka?)
 Seiyū: Kōsuke Toriumi
Es un estudiante entusiasta, purista del orden y las reglas, ya que su padre, Takaaki Ishimaru, era el primer ministro de Japón. Debido a esto fue aceptado en la academia privada Hope's Peak bajo el título de Supermonitor de bachillerato (Súper estudiante vigilante de pasillo en Latinoamérica) (超高校級の「風紀委員」?). Tras un «enfrentamiento» con Mondo Ohwada para ver quién resistía más en el sauna del instituto, se vuelve un buen amigo de este, llegando a llamarlo «hermano».
Leon Kuwata (桑田 怜恩 Kuwata Reon?)
 Seiyū: Takahiro Sakurai
Es un adolescente impetuoso que es excepcionalmente bueno en el béisbol, aunque confiesa en una conversación con Naegi que le gustaría llegar a ser un músico. Su título es el Superjugador de béisbol de bachillerato (Súper estudiante jugador de béisbol en Latinoamérica) (超高校級の「野球选手」?).
Hifumi Yamada (山田 一二三 Yamada Hifumi?)
 Seiyū: Kappei Yamaguchi
Es popular como un artista de manga doujin, proclamando que sus intereses se basan únicamente en el «mundo 2D». Posee el título del Superautor de doujinshi de bachillerato (Súper estudiante artista de fanzine en Latinoamérica) (超高校級の「同人作家」?).
Chihiro Fujisaki (不二咲 千尋 Fujisaki Chihiro?)
 Seiyū: Kōki Miyata
Se trata de una chica bastante tímida que se arrepiente de ser débil. Tiene habilidades en la programación las cuales le han ayudado a ganar varios seguidores. Posee el título de Superprogramadora de bachillerato (Súper estudiante programadora en Latinoamérica) (超高校級の「プログラマー」?). Debido a que se siente más débil que los demás, empieza a entrenar en el gimnasio de la academia para volverse más fuerte. Se revela después que en realidad era un chico. 
Junko Enoshima (江ノ島 盾子 Enoshima Junko?)
 Seiyū: Megumi Toyoguchi
Es una caristmática modelo de moda Gal que ha aparecido en muchas revistas de moda popular. Como resultado de esto, se le dio el título de Supermodelo de bachillerato (Súper estudiante diva de la moda en Latinoamérica) (超高校級の「ギャル」?). Después se revela que es la mente maestra del juego de asesinato mutuo de estudiantes.
Mondo Ohwada (大和田 紋土 Oowada Mondo?)
 Seiyū: Kazuya Nakai
Un estudiante de sangre caliente, que es conocido por ser el jefe de la banda de motociclistas más grande de Japón. Posee el título de Superdelincuente de bachillerato (Súper estudiante motociclista en Latinoamérica) (超高校級の「暴走族」?). Destaca por ser un personaje con un carácter fuerte que quiere volver a montar en su moto una vez salga de la academia. Siente cariño por los animales, en especial con los perros. Se convierte en buen amigo de Ishimaru.
Monokuma (モノクマ)
Un oso sádico de carácter y personalidad que hace irritar a los estudiantes de la «academia privada Hope's Peak». Con frecuencia este «director» incentiva a sus alumnos al homicidio con juegos de psicología inversa y utilizando puntos débiles.
Tiene un aspecto extravagante.

## Media

### Videojuegos
La jugabilidad es parecida a la serie de juegos de Ace Attorney, pero con un énfasis en la velocidad del juego. En cada capítulo del juego se desarrollan tres etapas: vida cotidiana normal, vida cotidiana anormal y el juicio (arco normal, arco no normal y juicio escolar en Latinoamérica). Durante la etapa de vida cotidiana normal, es donde se desarrolla la mayoría de la trama y el jugador puede construir relaciones con los otros personajes mientras avanza el tiempo, en un sistema similar a los Social Link de la serie de videojuegos Persona. Esta sección normalmente termina con el descubrimiento de una escena del crimen, lo que conduce a la etapa de vida cotidiana anormal. Esta última es muy similar a la vista en la serie de videojuegos de Ace Attorney, ya que su propósito fundamental es reunir las pruebas a usar durante el juicio. La etapa del juicio incluye varios minijuegos, en los cuales requieren una alta velocidad de reacción y un pensamiento crítico para completarlos.
El 26 de julio de 2012 fue lanzada una secuela llamada Danganronpa 2: Goodbye Despair (スーパーダンガンロンパ2 さよなら絶望学園 Sūpā Dangan Ronpa 2: Sayonara Zetsubō Gakuen?), la cual se desarrolla en una isla donde se sigue la misma temática de la primera entrega, cometer el asesinato perfecto.
En junio de 2013 se anunció que se lanzará una versión combinada de Danganronpa y Danganronpa 2 para PS Vita, llamada Danganronpa 1.2 Reload. Cuenta tanto con el primer como con el segundo juego, pero también cuenta con una mejora en los gráficos, y un School Mode y un Island Mode en el que se sería capaz de pasar el tiempo con los personajes y salir con ellos. Su fecha de lanzamiento será el 10 de octubre de 2013.
NIS America se lanzó a mediados de febrero de 2014 «Danganronpa: Trigger Happy Havoc» para PS Vita, que tomó el famoso juego creado por Spike en el 2010 en una remasterización.
En el 12 de enero de 2017 se anunció una nueva secuela de esta serie, Danganronpa V3: Killing Harmony, donde la temática es como siempre, cometer el asesinato perfecto, además de ser más desarrollado que este primero. La historia se localiza en la Ultimate Academy for Gifted Juveniles.

### Anime
En 2013, fue lanzado Danganronpa: Serie completa, un anime enfocado en la historia original. Tiene un total de 13 capítulos y en el último se da a entrever una próxima secuela del anime. Esta segunda secuela ya fue lanzada en 2016 con el nombre de Danganronpa 3: Arco futuro/Arco desesperación - El fin de la academia Kibougamine.
El orden del anime completo es el siguiente:
| Temporada / Especiales                                                | Capítulos |
| --------------------------------------------------------------------- | --------- |
| Danganronpa: Serie completa                                           | 13        |
| Super Danganronpa 2.5: Komaeda Nagito to sekai no hakaimono           | 1         |
| Danganronpa 3: Arco futuro - El fin de la academia Kibougamine        | 12        |
| Danganronpa 3: Arco desesperación - El fin de la academia Kibougamine | 11        |
| Danganronpa 3: Arco esperanza - El fin de la academia Kibougamine     | 1         |

## Enlances externos
- Sitio web oficial  (en inglés)
- Sitio web oficial  (en japonés)

- Datos: Q1035512